# 15. březen
15. březen je 74. den roku podle gregoriánského kalendáře (75. v přestupném roce). Do konce roku zbývá 291 dní. Svátek má Ida.

## Události

### Česko
- 1400 – V Praze se uskutečnila korunovace Žofie Bavorské.
- 1478 – V Brně se sešli delegáti Vladislava II. Jagellonského (Jan Tovačovský z Cimburka, Jindřich Minsterberský, Jan ze Šternberka na Stráži, Jan z Roupova, Beneš z Weitmile a Petr Kdulinec z Ostroměře) a Matyáše Korvína (Hynek z Poděbrad, Jan Filipec, Tas z Boskovic, Rudolf z Rüdesheimu a Štěpán Zápolský), aby projednali podmínky příměří mezi oběma stranami. Mírová dohoda byla 28. března dokončena a ratifikována Ctiborem Tovačovským z Cimburka.
- 1783 – Zbytek Slezska, které po válkách s Pruskem zůstalo Rakousku, byl připojen k Moravě.
- 1878 – Tomáš Masaryk se žení s Charlottou Garrigue, dcerou bohatého amerického podnikatele z New Yorku.
- 1939
  - Začala okupace Čech a Moravy vojsky nacistického Německa, de iure zanikla Druhá republika.
  - Došlo, společně s odporem strážných skladu v nedalekém Meziříčí, k jedinému známému boji československých vojáků s německou armádou při obsazování Čech a Moravy, k tzv. bitvě u Czajankovy kasárny.
- 1967 – V Praze se začalo se stavbou metra. Ačkoliv tomu označení neodpovídá, nejstarší linkou pražského metra je trasa C. Na ní dnes začala stavba první stanice, kterou bylo Hlavní nádraží.[1]
- 1990 – Ve věznici Leopoldov byla zahájena protestní hladovka vězňů, která vyústila v největší vězeňskou vzpouru v Československu.

### Svět
- 44 př. n. l. – V tento den byly v Římě Březnové idy, kdy byl zavražděn Julius Caesar.
- 1820 – Maine se stalo 23. státem USA.
- 1848 – Počátek Maďarské revoluce a boje za nezávislost v letech 1848–1849.
- 1917 – Abdikoval ruský car Mikuláš II. Romanov.
- 1929 – Americký astronom Edwin Hubble v odborném časopisu Proceedings of the National Academy of Sciences publikoval teorii o trvalém rozpínání vesmíru.
- 1938 – Byly popraveny významné osobnosti čtvrtého moskevského procesu, např. Bucharin, Rykov nebo Jagoda.
- 1943 – Nacisté začali z okupované Soluni vypravovat transporty Židů do Osvětimi. Týdně bylo vypravováno až šest vlaků.
- 1985 – Zaregistrována první internetová doména s příponou .com. Konkrétně to byla doména symbolics.com, která dnes již původnímu majiteli nepatří.
- 1999 – Celá Santerova komise odstoupila v důsledku masívního korupčního skandálu.
- 2011 – Vypukla Občanská válka v Sýrii.
- 2019 – V novozélandském městě Christchurch došlo k teroristickému útoku na dvě mešity. Akt si vyžádal 51 lidských životů.

## Narození

### Česko

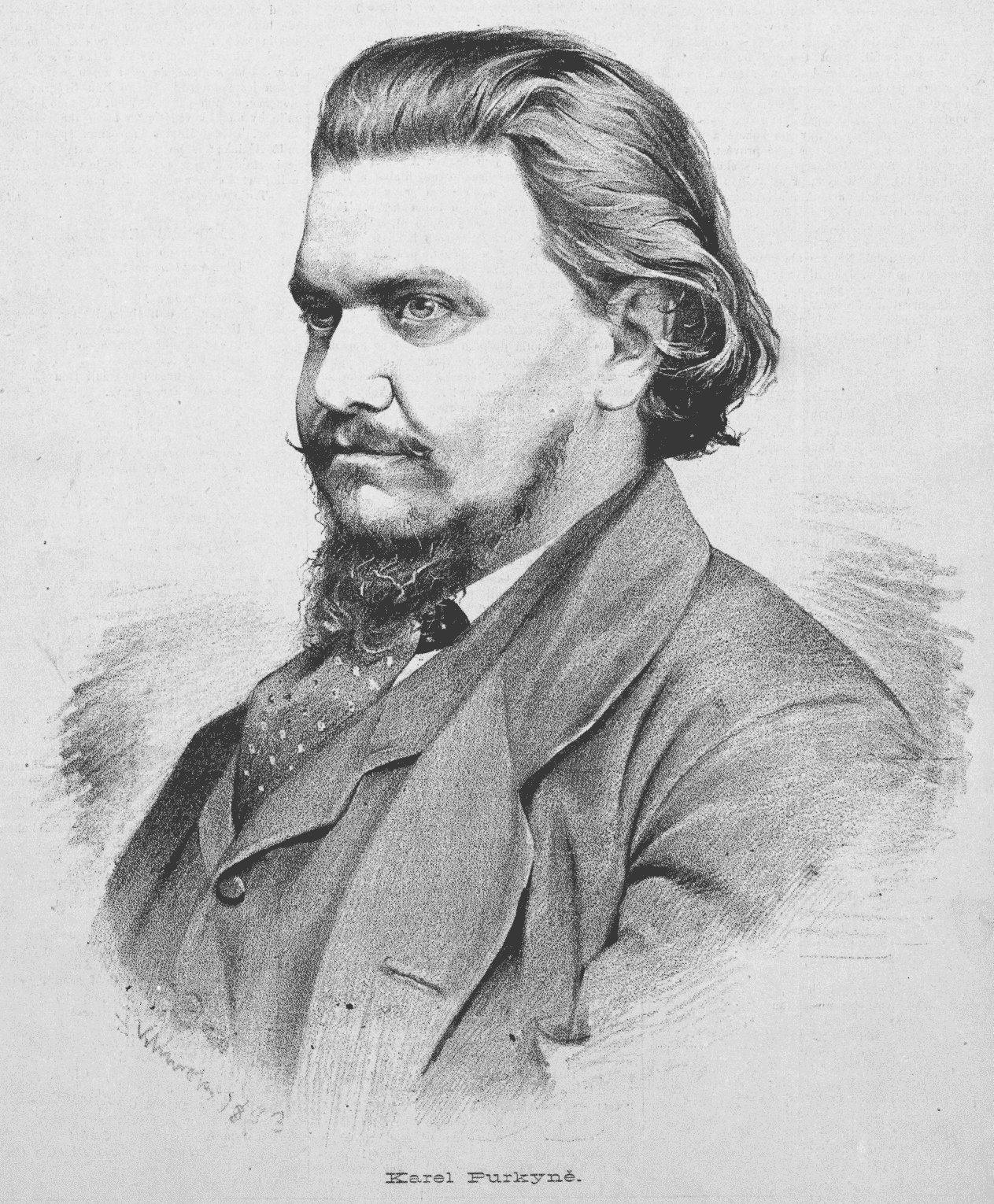
Karel Purkyně (* 1834)

- 1818 – Leopold Hasner von Artha, rakouský politik († 5. června 1891)
- 1834 – Karel Purkyně, malíř († 5. dubna 1868)
- 1835 – Leo Nagel, právník, spisovatel a politik německé národnosti († 12. dubna 1891)
- 1842 – Josef V. Pokorný, vlastenecký básník († 2. února 1933)
- 1861 – Augustin Němejc, malíř († 16. srpna 1938)
- 1869 – Josef Schinzel, světící biskup olomoucké diecéze († 28. července 1944)
- 1870 – Jaroslav Pulda, herec, operetní režisér a autor komedií († 11. listopadu 1926)
- 1871 – Františka Skaunicová, československá politička († 4. ledna 1923)
- 1878 – Miroslav Šustera, atlet a olympionik († 5. prosince 1961)
- 1882 – Josef Haszpra, umělecký slévač († 21. listopadu 1966)
- 1884
  - Rudolf Piskáček, hudební skladatel († 24. prosince 1940)
  - Alfred Maria Jelínek, právník, hudební skladatel a sbormistr († 24. září 1932)
  - Oldřich Starý, architekt, rektor ČVUT († 3. ledna 1971)
- 1894 – Sláva Vorlová, zpěvačka, klavíristka a hudební skladatelka († 24. srpna 1973)
- 1909 – Jaroslava Muchová, malířka, dcera malíře Alfonse Muchy († 9. listopadu 1986)
- 1913 – Antonín Novotný, herec a chemik († 24. dubna 2005)
- 1920 – Bohumil Kudrna, kanoista († 11. února 1991)
- 1921 – Jaroslav Němec, vědec v oblasti nauky o materiálu († 2. března 2005)
- 1925 – Jaroslava Adamová, herečka († 16. června 2012)
- 1926 – Ludmila Freiová, spisovatelka († 12. října 2014)
- 1934 – Radoslav Kvapil, klavírista
- 1936 – Paul Fierlinger, tvůrce animovaných filmů a dokumentů
- 1940 – Tomáš Ježek, ekonom, politik a vysokoškolský pedagog († 29. listopadu 2017)
- 1943 – Olga Schoberová, herečka
- 1944 – František Novotný, spisovatel
- 1955 – Jan Kameníček, spisovatel
- 1957 – Dana Vlachová, houslistka a hudební pedagožka
- 1959 – Vladimír Dryml, politik
- 1981 – Marian Jurečka, politik
- 1984 – Jana Birgusová, herečka
- 1989 – Ondřej Mazuch, fotbalista
- 1993 – Michael Krmenčík, fotbalista

### Svět

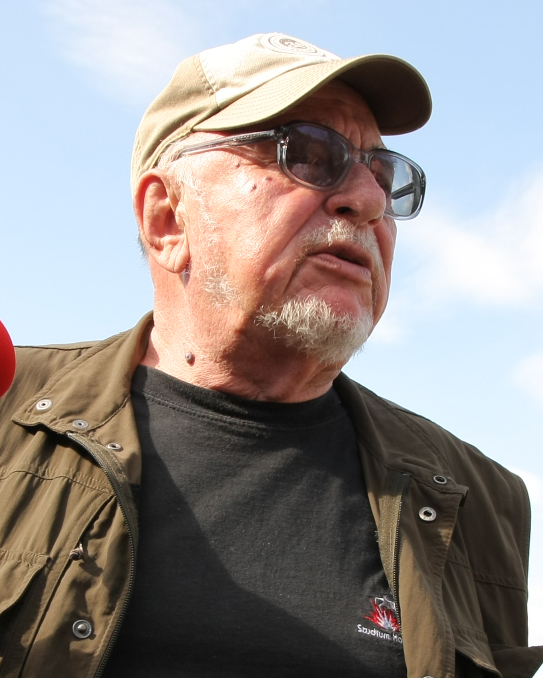
Jerzy Hoffman (* 1932)

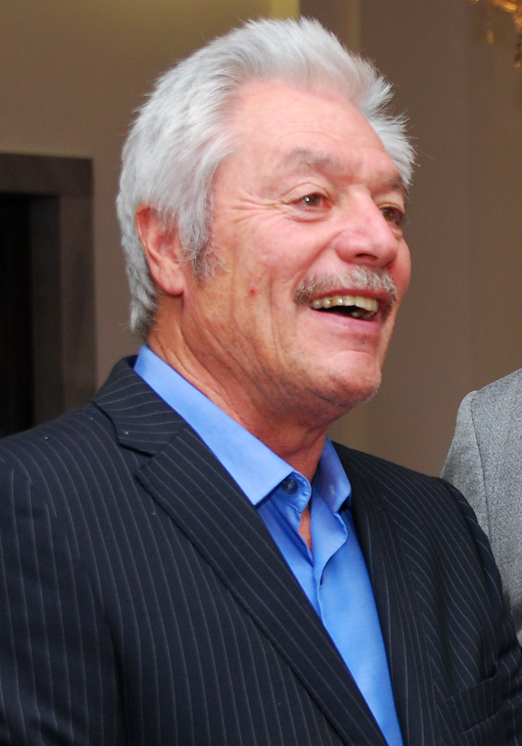
Juraj Kukura (* 1947)

- 1493 – Anne de Montmorency, francouzský politik, vojevůdce a konetábl († 12. listopadu 1567)
- 1591 – Alexandre de Rhodes, francouzský misionář ve Vietnamu († 5. listopadu 1660)
- 1673 – Jan Kryštof Müller, rakouský kartograf († 21. června 1721)
- 1695 – Alexandr Josef Sułkowski, polský šlechtic, říšský kníže († 21. května 1762)
- 1713 – Nicolas-Louis de Lacaille, francouzský astronom († 21. března 1762)
- 1720 – Filip Parmský, parmský vévoda († 18. července 1765)
- 1738 – Cesare Beccaria, italský filosof a ekonom († 28. listopadu 1794)
- 1745 – Charles Dibdin, anglický básník, spisovatel, dramatik, hudebník, skladatel († 25. července 1814)
- 1754 – Charles Manners, 4. vévoda z Rutlandu, britský státník a irský šlechtic († 24. října 1787)
- 1767 – Andrew Jackson, 7. americký prezident († 8. června 1845)
- 1778 – Pauline Fourès, francouzská malířka a milenka Napoleona Bonaparte († 18. března 1869)
- 1779 – William Lamb, britský státník († 24. listopadu 1848)
- 1790 – Nicola Vaccai, italský skladatel a pedagog († 5. srpna 1848)
- 1809 – Joseph J. Roberts, první prezident svobodného afrického státu Libérie († 24. února 1876)
- 1813 – John Snow, anglický lékař, průkopník anestezie a epidemiologie († 16. června 1858)
- 1815 – John Heneage Jesse, anglický historik († 7. července 1874)
- 1821
  - Johann Josef Loschmidt, rakouský chemik a fyzik († 8. července 1895)
  - Eduard Heine, německý matematik († 21. října 1881)
- 1830
  - Élisée Reclus, francouzský geograf a anarchista († 4. července 1905)
  - Paul Heyse, německý spisovatel († 2. dubna 1914)
  - John Moresby, britský námořní důstojník († 12. července 1922) Eva Longoria (* 1975)
- 1835

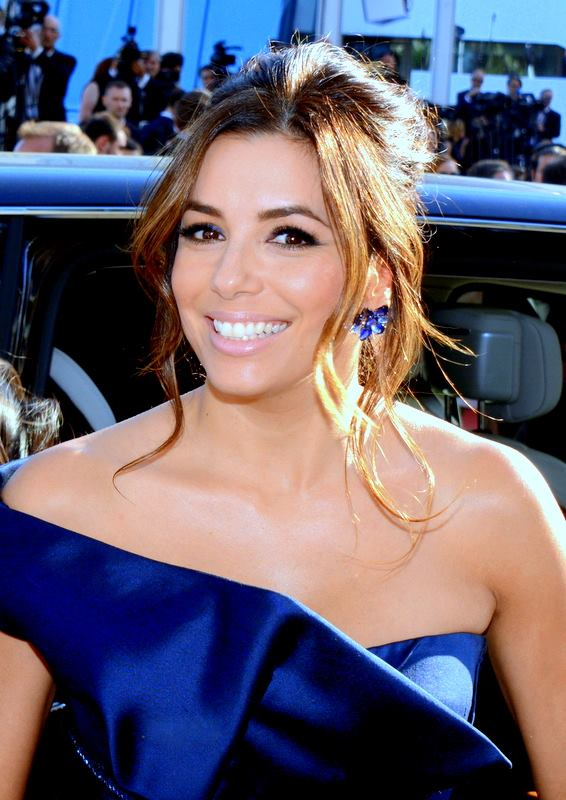
Eva Longoria (* 1975)

  - Eduard Strauß, rakouský dirigent a skladatel († 28. prosince 1916)
  - Dürrünev Kadınefendi, konkubína osmanského sultána Abdulazize († 4. prosince 1895)
- 1839 – August Rohling, rakouský katolický teolog a antisemita († 23. ledna 1931)
- 1844 – Wilhelm J. Burger, rakouský fotograf a malíř († 10. března 1920)
- 1845
  - Thomas Custer, důstojník armády USA († 25. června 1876)
  - Žofie Saská, saská princezna a bavorská vévodkyně († 9. března 1867)
- 1854 – Emil Adolf von Behring, německý lékař a bakteriolog, první nositel Nobelovy ceny za fyziologii a medicínu († 31. března 1917)
- 1856 – Achille Locatelli, italský kardinál († 5. dubna 1935)

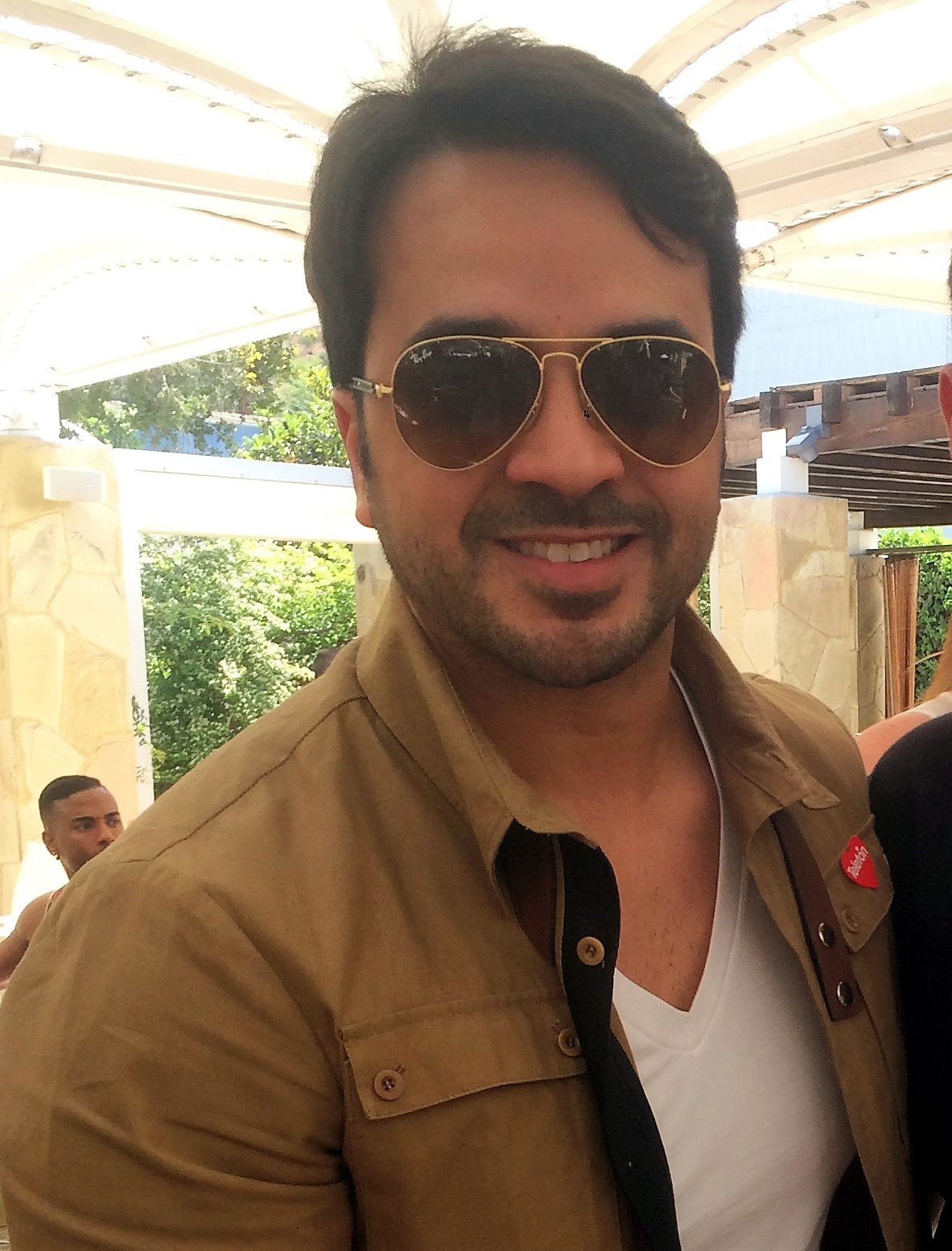
Luis Fonsi (* 1978)

- Luis Fonsi (* 1978)1858 – Liberty Hyde Bailey, americký botanik († 15. prosince 1954)
- 1869 – Stanisław Wojciechowski, prezident Polska († 9. dubna 1953)
- 1876 – Tiburcio Carías Andino, prezident Hondurasu († 23. prosince 1969)
- 1880 – Wolfgang Muff, generál nacistického Německa († 17. května 1947)
- 1882 – James Lightbody, americký atlet, trojnásobný olympijský vítěz v roce 1904 († 2. března 1953)
- 1884 – Angelos Sikelianos, řecký básník a dramatik († 9. června 1951)
- 1885 – Leo Kammel, rakouský architekt († 25. července 1948)
- 1886 – Gerda Wegenerová, dánská malířka († 28. července 1940)
- 1889 – Hiroaki Abe, viceadmirál japonského námořnictva v průběhu druhé světové války († 6. února 1949)
- 1890 – Nikolaj Smirnov, sovětský spisovatel († 27. června 1933)
- 1892 – Charles Nungesser, francouzský stíhací pilot, letecké eso první větové války († 8. května 1927)
- 1894 – Vilmos Aba-Novák, maďarský malíř († 29. září 1941)
- 1897
  - Erik Malmberg, švédský zápasník, olympijský vítěz († 9. května 1964)
  - Jackson Scholz, americký sprinter, dvojnásobný olympijský vítěz († 26. října 1986)
- 1900
  - Luigi Longo, italský komunistický politik († 16. března 1980)
  - Ernst Neufert, německý architekt († 23. února 1986)
- 1903 – Józef Czechowicz, polský básník († 9. září 1939)
- 1907 – Zarah Leander, švédská herečka a zpěvačka († 23. června 1981)
- 1910
  - Branko Žeželj, srbský stavební odborník, vědec, partyzán († 20. února 1995)
  - An Rutgers van der Loeff-Basenauová, nizozemská spisovatelka († 19. srpna 1990)
- 1912 – Lightnin' Hopkins, americký bluesový kytarista a zpěvák († 30. ledna 1982)
- 1918 – Richard Ellmann, americký literární kritik a historik († 13. května 1987)
- 1919 – George Avakian, americký hudební producent († 22. listopadu 2017)
- 1922
  - Karl-Otto Apel, německý filosof († 15. května 2017)
  - Nino Bibbia italský skeletonista († 28. května 2013)
- 1924 – Jurij Vasiljevič Bondarev, ruský sovětský spisovatel († 29. března 2020)
- 1930
  - Žores Ivanovič Alfjorov, ruský fyzik († 1. března 2019)
  - Martin Karplus, americký teoretický chemik, Nobelova cena za chemii 2013
- 1931 – D. J. Fontana, americký bubeník († 13. června 2018)
- 1932
  - Alan Bean, americký astronaut († 26. května 2018)
  - Jerzy Hoffman, polský režisér
- 1933
  - Philippe de Broca, francouzský režisér († 26. listopadu 2004)
  - Ruth Baderová Ginsburgová, americká soudkyně († 18. září 2020)
- 1935 – Leonid Jengibarov, sovětský arménsko-ruský scenárista, herec, klaun a mim († 25. července 1972)
- 1937 – Valentin Rasputin, ruský spisovatel a politik († 14. března 2015)
- 1938
  - Charles Lloyd, americký saxofonista
  - Dick Higgins, anglický hudební skladatel a básník († 25. října 1998)
- 1939 – Laco Tropp, slovenský jazzový bubeník († 18. června 2018)
- 1940 – Phil Lesh, americký rockový baskytarista  († 25. října 2024)
- 1941
  - Karol Čálik, slovenský herec a zpěvák
  - Mike Love, americký zpěvák a hudební skladatel, člen skupiny The Beach Boys
- 1943
  - David Cronenberg, kanadský režisér, scenárista a příležitostný herec
  - Sly Stone, americký hudebník, hudební skladatel, producent a zpěvák
- 1944
  - Nebahat Çehre, turecká herečka, modelka a zpěvačka
  - Joachim Kühn, německý jazzový klavírista
- 1946 – Krass Clement, dánský fotograf
- 1947
  - André Gelpke, německý fotograf
  - Juraj Kukura, slovenský herec
- 1950 – Anatolij Vladimirovič Kaminskij, předseda Nejvyššího sovětu Podněsterské moldavské republiky
- 1952 – Willy Puchner, rakouský fotograf, umělec, grafik a výtvarník
- 1953 – Heather Graham Pozzessereová, americká spisovatelka
- 1955 – Dee Snider, americký zpěvák, DJ a herec, člen skupiny Twisted Sister
- 1957
  - Juan José Ibarretxe, baskický politik
  - David Silverman, americký animátor
  - Joaquim de Almeida, portugalský herec
- 1966 – Władysław Stasiak, polský politik († 10. dubna 2010)
- 1969
  - Kim Raver, americká herečka
  - Timo Kotipelto, finský power metalový zpěvák
- 1972 – Mark Hoppus, americký zpěvák a baskytarista, člen Blink-182
- 1974 – Percy Montgomery, jihoafrický ragbista
- 1975
  - Eva Longoria, americká herečka
  - will.i.am, americký zpěvák, rapper, skladatel, spoluzakladatel skupiny The Black Eyed Peas

- 1977 – Joe Hahn, americký DJ, člen skupiny Linkin Park
- 1978 – Luis Fonsi, portorický zpěvák, skladatel a herec
- 1979 – James Bowen, britský spisovatel
- 1981 – Viktória Ráková, slovenská herečka maďarské národnosti
- 1985
  - Antti Autti, finský snowboardista
  - Kellan Lutz, americký herec
  - Agustín Creevy, argentinský ragbista
- 1986 – Jai Courtney, australský herec
- 1988
  - Maria Minerva, estonská hudebnice
  - Angelika Cichocka, polská atletka, běžkyně
  - Lil Dicky, americký rapper
  - Andrés Molteni, argentinský tenista
- 1990 – Lauren Barfield, americká volejbalistka
- 1993 – Paul Pogba, francouzský fotbalista
- 1994
  - Magdalena Röck, rakouská sportovní lezkyně
  - Nijel Amos, botswanský atlet, běžec
  - Courtney Okolová, americká sprinterka
- 2000 – Arthur Kluckers, lucemburský silniční cyklista

## Úmrtí

### Česko

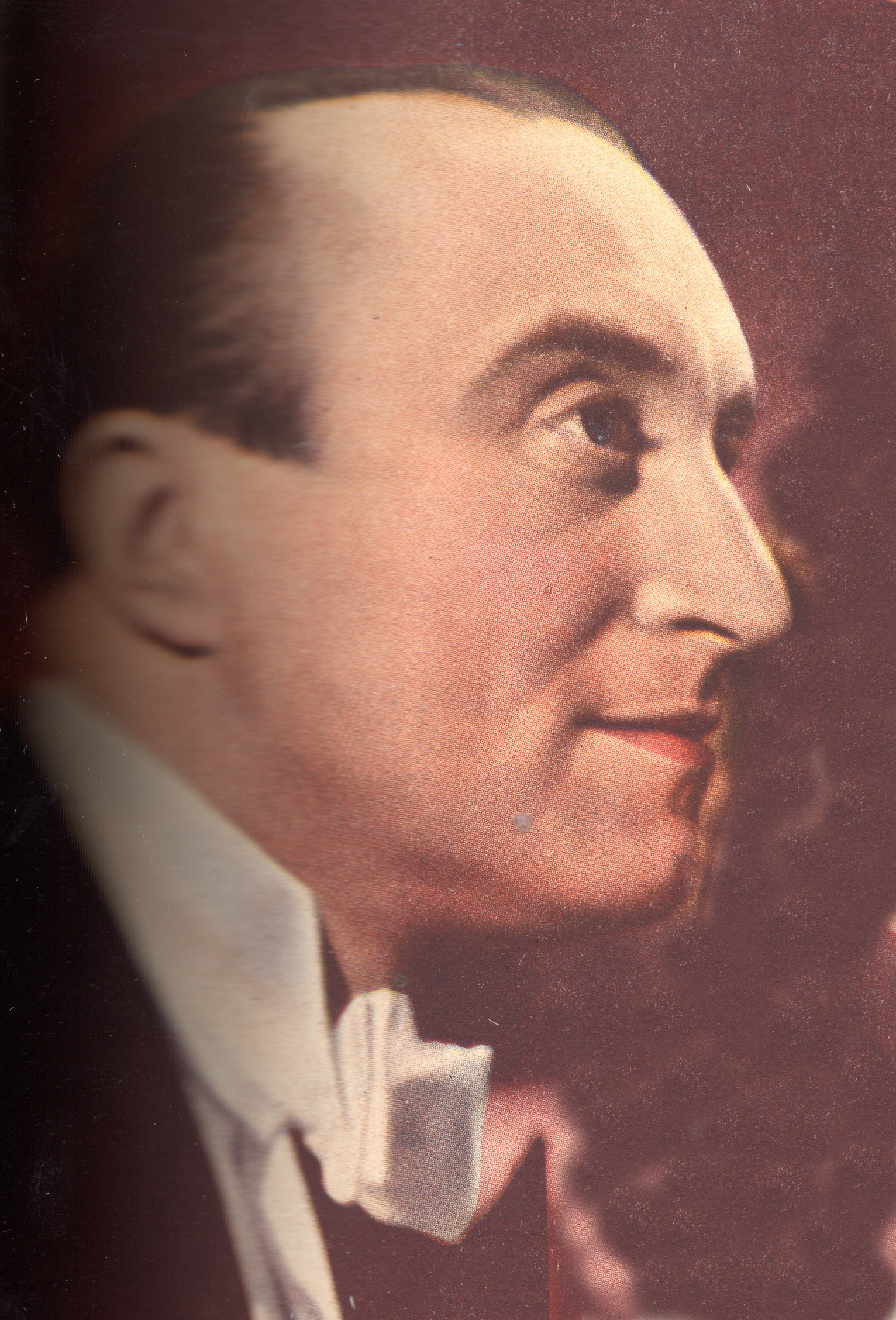
Oldřich Nový († 1983)

- 1695 – Michael Ernst Beer, děkan katedrální kapituly v Litoměřicích (* 1640)
- 1818 – Karel Postl, malíř a grafik (* 9. listopadu 1769)
- 1888 – Jan Zacpal, novinář a buditel na Opavsku (* 27. dubna 1844)
- 1897 – Edvard Jelínek, spisovatel, organizátor všeslovanských vztahů (* 6. června 1855)
- 1898 – Václav Kosmák, český novinář a spisovatel (* 5. září 1843)
- 1891 – Josef Chmelíček, kněz, teolog, hudební skladatel, pedagog a spisovatel (* 22. března 1823)
- 1915 – Herbert Masaryk, český malíř, syn prezidenta Tomáše Garrigue Masaryka (* 1. května 1880)
- 1917
  - Bohumila Klimšová, spisovatelka a překladatelka (* 7. prosince 1851)
  - Heřman z Tardy, vysoký představitel evangelické církve (* 19. listopadu 1832)
- 1919 – Josef Bárta, český malíř a grafik (* 14. června 1864)
- 1925 – Jan Evangelista Chadt-Ševětínský, lesník a autor lesnické literatury (* 26. února 1860)
- 1929 – Otakar Hübner, československý politik (* 14. prosince 1870)
- 1950 – Antonín Dušek, katolický kněz, biskupský vikář (* 10. prosince 1865)
- 1960 – Eduard Čech, český matematik (* 29. června 1893)
- 1962
  - František Hájek, soudní lékař (* 30. listopadu 1886)
  - Anna Steimarová, herečka (* 7. července 1889)
- 1964 – Július Klimko, československý politik (* 12. dubna 1871)
- 1975
  - František Dobeš, český spisovatel (* 17. prosince 1895)
  - Jan Kratochvíl, generál (* 11. ledna 1889)
- 1982 – Vladimír Šmeral, divadelní a filmový herec (* 16. října 1903)
- 1983 – Oldřich Nový, herec, filmový režisér a zakladatel Nového divadla (* 7. srpna 1899)
- 1986 – František Čůta, český analytický chemik (* 15. listopadu 1898)
- 1999 – Josef Danda, architekt (* 2. ledna 1906)
- 2002 – Josef Macur, děkan Právnické fakulty Masarykovy univerzity v Brně (* 5. července 1928)
- 2003 – Jaroslav Boček, redaktor, spisovatel a scenárista (* 25. května 1932)
- 2004 – Jana Halířová, loutkoherečka (* 13. dubna 1942)
- 2008 – Karel Matějka, český jaderný fyzik (* 17. června 1943)
- 2012
  - Bohuslav Bubník, člen sokolského druhého odboje (* 22. dubna 1918)
  - Zdeněk Masopust, právní filosof, teoretik a politik (* 26. února 1938)
- 2014
  - Karel Kraus, teatrolog, dramaturg a překladatel (* 28. ledna 1920)
  - Jiří Pistorius, literární historik a kritik (* 19. března 1922)

### Svět

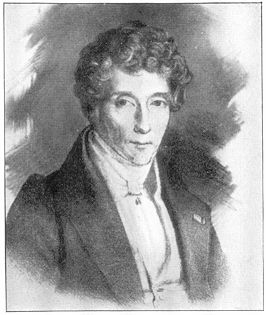
Luigi Cherubini († 1842)

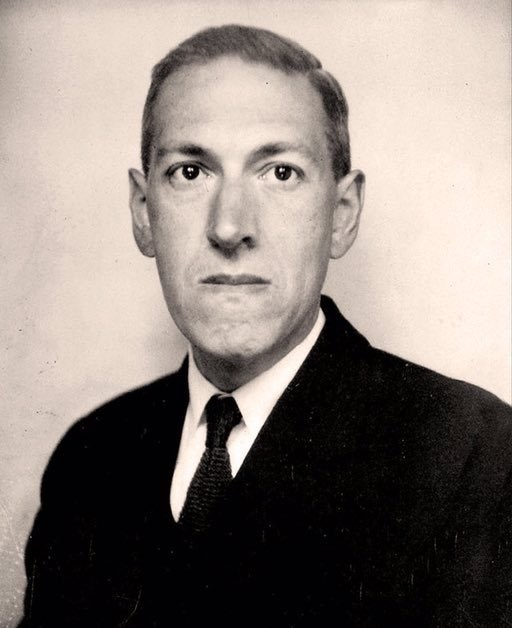
Howard Phillips Lovecraft († 1937)

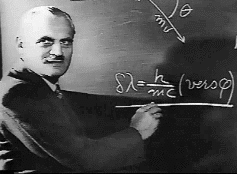
Arthur Holly Compton († 1962)

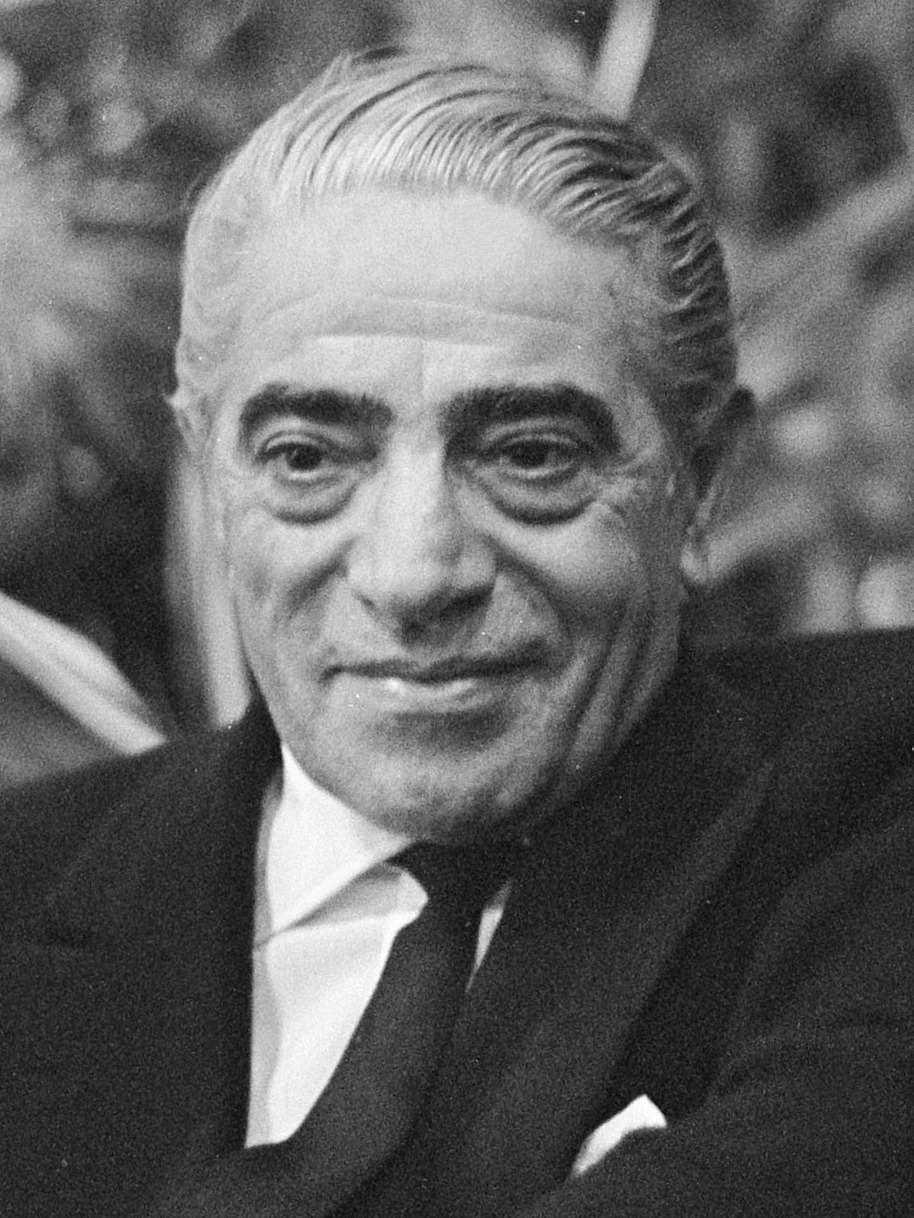
Aristoteles Onassis († 1975)

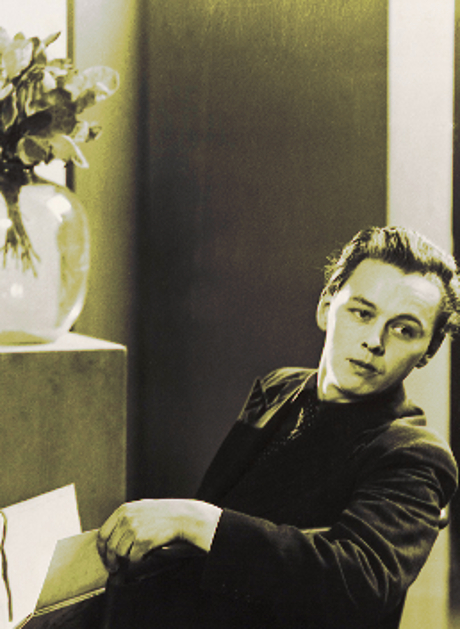
Victor Vasarely († 1997)

- 0044 př. n. l. – Julius Caesar, římský politik a vojevůdce (* 12. nebo 13. července 100 př. n. l.)
- 0220 – Cchao Cchao, vojenský vůdce a ministr dynastie Chan (* 155)
- 1190 – Isabela Henegavská, francouzská královna (* 1170)
- 1206 – Muhammad z Ghóru, sultán Ghórské říše (* 1162)
- 1292 – Tomáš II. Zaremba, šestnáctý vratislavský biskup (* kolem 1230)
- 1416 – Jan z Berry, francouzský vévoda (* 30. listopadu 1340)
- 1644 – Luisa Juliana Oranžská, oranžsko-nassavská princezna, falcká kurfiřtka (* 31. března 1576)
- 1721 – Luisa Meklenburská, dánská a norská královna jako manželka Frederika IV. (* 28. srpna 1667)
- 1723 – Johann Christian Günther, německý básník (* 8. dubna 1695)
- 1728 – Anna Petrovna, ruská velkokněžna (* 27. ledna 1708)
- 1737 – Erdmunda Tereza z Ditrichštejna, moravsko-rakouská šlechtična a kněžna z Lichtenštejna (* 17. dubna 1662)
- 1752 – Thomas Lumley, 3. hrabě ze Scarborough, britský důstojník a šlechtic (* 1691)
- 1817 – František Abaffy, slovenský jakobín, župan oravské stolice (* ? 1730)
- 1820 – Klement Maria Hofbauer, rakouský katolický kněz, světec, patron Vídně (* 26. prosince 1751)
- 1832 – Otto Wilhelm Masing, estonský národní buditel a jazykovědec (* 8. listopadu 1763)
- 1836 – Karl Hermann Heinrich Benda, německý hudebník a hudební skladatel (* 2. května 1748)
- 1839 – Cipriano Palafox y Portocarrero, hrabě z Montija a otec poslední francouzské císařovny Evženie (* 1784)
- 1842 – Luigi Cherubini, italský a francouzský hudební skladatel (* 14. září 1760)
- 1852 – Antoine de Lhoyer, francouzský skladatel a kytarista (* 6. září 1768)
- 1849 – Giuseppe Gasparo Mezzofanti, italský kardinál a polyglot (* 19. září 1774)
- 1868 – François-Édouard Picot, francouzský neoklasicistní malíř (* 17. října 1786)
- 1872 – François Jules Pictet, švýcarský zoolog a paleontolog (* 27. září 1809)
- 1886 – Edward Tuckerman, americký botanik (* 7. prosince 1817)
- 1897 – James Joseph Sylvester, anglický matematik (* 3. září 1814)
- 1898 – Henry Bessemer, anglický vynálezce (* 19. ledna 1813)
- 1900 – Robert von Puttkamer, pruský politik (* 5. května 1828)
- 1905
  - Hermann Hüffer, německý právník a historik (* 24. března 1830)
  - Amalie Skramová, norská spisovatelka (* 22. srpna 1846)
- 1917 – Sergej Zubatov, agent ruské carské policie (* 2. března 1864)
- 1920 – Edmund Reitter, rakouský entomolog (* 22. října 1845)
- 1921 – Talat Paša, osmanský politik a hlavní představitel Mladoturků (* 1. září 1874)
- 1924 – Şahinde Hanımefendi, manželka posledního osmanského sultána Mehmeda VI. (* 1895)
- 1926 – Dmitrij Andrejevič Furmanov, ruský spisovatel (* 7. listopadu 1891)
- 1929 – Pinetop Smith, americký jazzový klavírista (* 11. června 1904)
- 1930 – Antonio Beltramelli, italský spisovatel (* 11. ledna 1879)
- 1933 – Paul Féval mladší, francouzský prozaik (* 25. ledna 1860)
- 1934 – Davidson Black, kanadský paleoantropolog (* 25. července 1884)
- 1937
  - Paul Kutter, lucemburský fotograf (* 5. října 1863)
  - Howard Phillips Lovecraft, americký básník a spisovatel (* 20. srpna 1890)
- 1938
  - Nikolaj Ivanovič Bucharin, bolševický revolucionář, politik a spisovatel (* 9. října 1888)
  - Nikolaj Krestinskij, bolševický revolucionář, sovětský politik a diplomat (* 25. října 1883)
  - Alexej Rykov, sovětský politik (* 25. února 1881)
  - Genrich Jagoda, velitel NKVD, iniciátor moskevských procesů (* 19. listopadu 1891)
- 1941 – Alexej von Jawlensky, ruský malíř (* 25. března 1865)
- 1942 – Alexander von Zemlinsky, rakouský dirigent a hudební skladatel (* 14. října 1871)
- 1943
  - Vladislav Soukup, československý voják, příslušník výsadku Iridium (* 8. února 1913)
  - Antonín Kubec, československý voják, příslušník výsadku Bronse (* 21. března 1911)
  - Miroslav Křičenský, československý voják, příslušník výsadku Iridium (* 20. dubna 1915)
  - Miroslav Špot, československý voják, příslušník výsadku Iridium (* 2. července 1915)
  - Bohumír Martínek, československý voják, příslušník výsadku Bronse (* 21. března 1916)
  - Bohumír Kobylka, československý voják, příslušník výsadku Iridium (* 23. září 1921)
- 1944 – Eduard Konrád Zirm, rakouský oční lékař (* 18. března 1863)
- 1945 – Şayan Kadınefendi, třetí manželka osmanského sultána Murada V. (* 4. ledna 1853)
- 1946 – Alexander Langsdorff, německý archeolog a vůdce SS (* 14. prosince 1898)
- 1953 – Marc Birkigt, švýcarský konstruktér, zakladatel firmy Hispano-Suiza (* 8. března 1878)
- 1955 – Eduard Pichl, rakouský horolezec (* 15. září 1872)
- 1956 – Ernst von Starhemberg, rakouský ministr vnitra a vicekancléř (* 10. května 1899)
- 1957
  - Rudolf Kastner, maďarský novinář a právník, zachránce Židů (* ? 1906)
  - Moša Pijade, jugoslávský komunistický politik a partyzán (* 4. ledna 1890)
- 1959 – Lester Young, americký saxofonista a klarinetista (* 27. srpna 1909)
- 1961 – Akiba Rubinstein, polský šachový velmistr (* 12. prosince 1882)
- 1962 – Arthur Holly Compton, americký fyzik, nositel Nobelovy ceny (1927) (* 1892)
- 1970
  - Josef Martin Bauer, německý spisovatel (* 11. března 1901)
  - Arthur Adamov, francouzský dramatik (* 23. srpna 1908)
- 1974 – Ferdinand Ďurčanský, slovenský politik (* 18. prosince 1906)
- 1975 – Aristoteles Onassis, řecký rejdař a miliardář (* 20. ledna 1906)
- 1977 – Marg Moll, francouzsko-německá malířka (* 2. srpna 1884)
- 1981 – René Clair, francouzský filmový režisér a spisovatel (* 11. listopadu 1898)
- 1984 – Ken Carpenter, americký olympijský vítěz v hodu diskem (* 19. dubna 1913)
- 1988 – Dannie Richmond, americký bubeník (* 15. prosince 1935)
- 1990 – José Antonio Bottiroli, argentinský hudební skladatel a básník (* 1. ledna 1920)
- 1991
  - Robert Hill, britský biochemik (* 2. dubna 1899)
  - Miodrag Bulatović, srbský romanopisec a dramatik (* 20. února 1930)
- 1997 – Victor Vasarely, maďarsko-francouzský malíř (* 9. dubna 1906)
- 1996
  - Wolfgang Koeppen, německý spisovatel (* 23. června 1906)
  - Robert Pearce, americký zápasník, zlato na OH 1932 (* 29. února 1908)
- 1998 – Benjamin Spock, americký pediatr a publicista (* 2. května 1903)
- 2004
  - John Pople, britský chemik, Nobelova cena za chemii 1998 (* 31. října 1925)
  - Mária Ďuríčková, slovenská spisovatelka, překladatelka, scenáristka (* 29. září 1919)
- 2006 – Georgios Rallis, premiér Řecka (* 26. prosince 1918)
- 2007 – Charles Harrelson, americký zločinec (* 23. července 1938)
- 2011
  - Yvon Mauffret, francouzský novinář a spisovatel (* 24. prosince 1927)
  - Nate Dogg, americký rapper (* 19. srpna 1969)
- 2012 – Mervyn Davies, velšský ragbista (* 9. prosince 1946)
- 2014 – Scott Asheton, americký bubeník (* 16. srpna 1949)
- 2015 – Ján Kulich, slovenský sochař (* 31. prosince 1930)

## Svátky

### Česko
- Ida
- Dluhoš
- Lukrécie, Lukrécius
- Rodan, Roderik, Rodrigo
- Torkvát

### Svět
- Slovensko – Svetlana
- Austrálie – Canberra Day
- Světový den práv spotřebitelů
- Honduras – Díkuvzdání
- Írán – Den armády
- Maďarsko – Státní svátek
- Den boje proti islamofobii

## Pranostiky

### Česko
- Na svatého Longina práce v poli začíná.
- Je-li na den svatého Longina vítr, bude dosti ovoce
- Od 15. března probouzejí se stromy ze sna
- Na svatýho Longina sázej přísadu, neožerú ju húsenky

| 15. březen v pražském KlementinuÚdaje jsou platné k 8. 7. 2025. | 15. březen v pražském KlementinuÚdaje jsou platné k 8. 7. 2025. | 15. březen v pražském KlementinuÚdaje jsou platné k 8. 7. 2025. |
| minimum                                                         | denní průměr                                                    | maximum                                                         |
| --------------------------------------------------------------- | --------------------------------------------------------------- | --------------------------------------------------------------- |
| −13,2 °C (1785)                                                 | 4,7 °C (od 1961)                                                | 18,6 °C (2024)                                                  |